# Blaubart (Operette)
Blaubart (französisch: Barbe-Bleue) ist eine Operette (opéra-bouffe) in drei Akten (vier Bildern) von Jacques Offenbach. Das Libretto verfassten Henri Meilhac und Ludovic Halévy. Uraufführung war am 5. Februar 1866 im Théâtre des Variétés in Paris.

## Orchester
Pariser UA-Fassung: Zwei Flöten (2. auch Piccolo), Oboe, zwei Klarinetten, Fagott, zwei Hörner, zwei Trompeten, Posaune, Pauken, Schlagzeug und Streicher
Wiener Fassung: Zwei Flöten (2. auch Piccolo), zwei Oboen, zwei Klarinetten, zwei Fagotte, vier Hörner, zwei Trompeten, drei Posaunen, Pauken, Schlagzeug und Streicher

## Handlung
Die Operette spielt in Südfrankreich zur Zeit der Kreuzzüge

### Erster Akt
1. Bild: Dorfplatz
Der Schäfer Saphir begrüßt mit seinem Flötenspiel den neuen Tag und seine Nachbarin, die Schäferin Fleurette. Plötzlich taucht die derbe Bäuerin Boulotte auf und macht dem jungen Mann schöne Augen. Sie weiß zwar, dass er eine geheimnisvolle Vergangenheit hat, die näheren Umstände aber sind ihr fremd. Ungeniert macht sie ihm Komplimente und fordert ihn auf, sie zu küssen.
Der im Dienste des Ritters Blaubart stehende Popolani und Graf Oscar, Minister des Königs Bobèche, begegnen sich auf dem Dorfplatz. Popolani ist von seinem Herrn beauftragt worden, nach einem Mädchen Ausschau zu halten, das er zur Frau nehmen kann, ist er doch soeben zum fünften Mal Witwer geworden. Graf Oscar soll für seinen Herrn dessen ausgesetzte Tochter suchen, weil der später geborene Sohn zum Thronerben nicht geeignet ist. Er fühlt, dass Fleurette die Gesuchte ist und lässt sie aufs Schloss bringen.
Popolani veranstaltet einen Schönheitswettbewerb, weil Blaubart gerne ein Mädchen zur Rosenkönigin krönen möchte. Die Wahl fällt auf Boulotte. Blaubart ist von ihrer Schönheit angetan und lädt sie in seinen Palast ein. Popolani versucht, Boulotte vor Blaubart zu warnen. Diese aber fürchtet sich nicht und folgt dem Ritter.

### Zweiter Akt
2. Bild: Prunkvoller Saal im Palast des Königs Bobèche
König Bobèche ist froh, dass er seine Tochter wiedergefunden hat. Er ist entschlossen, sie mit einem ihm genehmen Prinzen zu verheiraten, doch dies passt Hermia, wie Fleurette jetzt heißt, nicht. Die Hochzeitsvorbereitungen sind schon im Gange. Wieder einmal übermannt Bobèche die Eifersucht, als er den Grafen Alvarez mit seiner Frau flirten sieht. Sofort befiehlt er seinem obersten Höfling, den Nebenbuhler zu beseitigen. Es ist nun schon das fünfte Mal, dass Graf Oscar einen solch entsetzlichen Auftrag ausführen soll.
Königin Clementine ist mit ihrer Ehe unzufrieden und will auch nicht, dass ihrer Tochter das gleiche Missgeschick widerfahre. Sie rät ihr deshalb von einer Heirat ab. Damit aber stößt sie nur offene Türen ein, denn Hermia liebt immer noch Saphir und will sich keinen fremden Mann aufzwingen lassen. Als sie jedoch den fremden Prinzen erblickt, ist sie wie verwandelt, denn dieser ist kein anderer als der von ihr Geliebte.
Blaubart kommt zu Besuch, um dem Königspaar Boulotte als seine sechste Frau vorzustellen. Diese verschmäht jedoch jegliche Etikette: Anstatt dem König die Hand zu küssen, wirft sie sich dem sich zierenden Saphir an den Hals. Als Blaubart Hermia erblickt, denkt er nicht mehr an seine Boulotte, sondern sieht in Gedanken schon Hermia als siebte Ehefrau an seiner Seite.
3. Bild: Keller des Alchimisten Popolani in Blaubarts Schloss
Im Keller befinden sich die Grabmale der ersten fünf Frauen Blaubarts. Dieser kommt mit seiner sechsten und befiehlt Popolani, Boulotte das gleiche Schicksal ereilen zu lassen. Mag sie sich auch noch so wehren, sie muss das ihr angebotene Glas leeren. Blaubart sagt ihrer Leiche Lebewohl und zieht sich zurück.
Was Blaubart nicht weiß: Popolani hat die früheren Gattinnen nicht getötet. Er hat seinem Herrn lediglich vorgegaukelt, sie seien tot. Tatsächlich hat der von ihm bereitete Trank lediglich bewirkt, dass die Frauen in einen kurzen, aber tiefen Schlaf fielen. Als Boulotte erwacht, macht sie Bekanntschaft mit ihren sehr lebendigen Vorgängerinnen. Sie hetzt sie auf, nicht mit ihrem Schicksal zu hadern, sondern den Keller zu verlassen und sich zu rächen.

### Dritter Akt
4. Bild: Festsaal im Schloss des Königs Bobèche
Die Hochzeit zwischen Hermia und Saphir steht unmittelbar bevor. Gerade will die Festgesellschaft zur Kirche aufbrechen, da kommt Blaubart. Vor dem Königspaar jammert er, das Schicksal habe ihm seine geliebte Boulotte entrissen, und er könne nur dann wieder glücklich sein, wenn ihm Bobèche seine Tochter zur Frau gebe. Bobèche weiß nur zu gut, dass er sich mit dem mächtigen und einflussreichen Blaubart nicht überwerfen darf, und willigt ein. Damit aber hat er die Rechnung ohne den Wirt gemacht; denn Prinz Saphir setzt sich zur Wehr und fordert ein Gottesurteil. Blaubart trickst Saphir aus und schreitet mit Hermia zur Kapelle.
Als die Hochzeitsgesellschaft zurückkehrt, muss Blaubart entsetzt feststellen, dass Popolani seine fünf vermeintlich toten Gattinnen im Festsaal aufmarschieren lässt. Bobèche ergeht es nicht besser: Auch Graf Oscar hat stets die Todesurteile seines Herrn missachtet und konfrontiert ihn nun mit den fünf Edelmännern.
Die Operette endet mit einer Massenhochzeit: Blaubarts frühere Frauen werden mit den fünf Edelmännern vermählt. Saphir darf endlich seine geliebte Hermia zum Altar führen, und Blaubart bleibt nichts anderes übrig, als sich mit der drallen Bäuerin Boulotte zu begnügen.

## Rezeptionsgeschichte
Offenbachs Blaubart erlangte im 19. Jahrhundert bei weitem nicht die Popularität wie andere seiner Werke. Nachdem jedoch Karl Kraus die besondere satirische Qualität des Stoffes in seiner Umsetzung durch Offenbach und seine Librettisten nachhaltig in seinen Lesungen demonstriert hatte, erlebte das Stück im deutschsprachigen Raum seine Renaissance. Auch der Regisseur Walter Felsenstein berief sich bei seiner Inszenierung an der Berliner Komischen Oper 1963 auf Kraus als Inspirator.
Felsenstein und der Dirigent Karl-Fritz Voigtmann stellten das Werk in einer eigenwilligen deutschen Bearbeitung mit Hanns Nocker in der Titelrolle, Anny Schlemm als Boulotte, Werner Enders als Roi Bobèche, Helmut Polze als Graf Oscar und Rudolf Asmus als Popolani auf die Bühne, die dank ihres außerordentlichen Erfolges (369 Aufführungen bis 1992) die Sicht auf das Werk maßgeblich beeinflusste und auch in einer wiederum anderen Version 1973  verfilmt wurde. Die Theaterfassung wurde auch anderenorts viel gespielt, in Frankfurt studierte Felsenstein seine eigene Inszenierung nochmals ein (eine Wiederaufnahme erfuhr sie von 1983 bis 1992 an der Komischen Oper, teils neubesetzt mit Günter Neumann als Blaubart und Uta Priew als Boulotte).
Eine ausführliche Darstellung der Rezeptionsgeschichte, besonders in Deutschland und Österreich, findet sich in Kevin Clarkes Aufsatz „Je suis Barbe-bleue, ô gué! Jamais veuf ne fut plus gai!“ Offenbachs Blaubart (1866) oder: Die Legende vom frauenmordenden Ritter als frivole Gesellschaftsgroteske von 2014. Das Werk war sowohl in Paris als auch Wien ein großer Erfolg. Es wurde im Weiteren rund um die Welt gespielt, wie Kurt Gänzl in seiner Encyclopedia of the Musical Theatre ausführlich darstellt.